# Диоген из Селевкии
Диоген (др.-греч. Διογένης; II-й век до н. э.) — философ-эпикуреец родом из Селевкии на Тигре, которого иногда путают со стоиком Диогеном Вавилонским.
Диоген известен благодаря только одному упоминанию в «Пире мудрецов» Афинея. Он жил при дворе царя Александра I Баласа из династии Селевкидов, чьим уважением пользовался, хотя был, по словам Афинея, «человеком негодным и злоречивым». Преемник Александра Антиох приказал убить Диогена. При этом неясно, о каком Антиохе речь — о малолетнем сыне Александра, за которого правил регент Диодот Трифон, или об Антиохе VII Сидете.